# Савкино (Ханты-Мансийский автономный округ)
Савкино — посёлок в России, находится в Нижневартовском районе, Ханты-Мансийского автономного округа — Югры. Располагается посёлок на межселенной территории, в прямом подчинении Нижневартовскому муниципальному району.
Почтовый индекс — 628634, код ОКАТО — 71119000000.

## Статистика населения
| Год  | Численность постоянного населения (среднегодовая) |
| ---- | ------------------------------------------------- |
| 2002 |                                                   |
| 2008 | ?                                                 |
| 2010 |                                                   |

## Климат
Климат резко континентальный, зима суровая, с сильными ветрами и метелями, продолжающаяся семь месяцев. Лето относительно тёплое, но быстротечное.